# 邱燕妮
邱燕妮（Angeline Khoo Yen Nee，1986年3月4日—），艺名阿妮（之前名為小妮妮），现为马来西亚女子组合四个女生成員之一。阿妮出生於馬來西亞槟城大山脚，祖籍广东潮州；现为星樂娱乐集團簽下為唱片公司。從童星姿態至今，阿妮已發行了超過50張專輯。

## 童星时期
1993年3月24日，由创艺唱片梁翔逸先生舉辦的一場歌唱比賽，其中的七位女子們被發掘，正式組成七仙女，其中邱燕妮也就是當時的小妮妮是組合裡最小最可愛的小仙女。七仙女是當時在整個亞洲是響噹噹的童星組合，發片售量無降只升，但美景不常，1995年3月12日由於公司與唱歌老師不和，七仙女面對解散的境況（事实上妮妮和婷婷退出七仙女，其余五人改名为“仙女组合”并继续发行专辑直至1998年）。之後，小妮妮與組合其中的婷婷繼續在東家發展，兩人曾一起發起兒童專輯，也更嘗試福建專輯。小妮妮更是在1996年至2000年發了許多個人專輯，代表作夢幻舞台；也和藝人王雪晶、金燕子一起合作賀歲專輯《天皇童星携手贺新年》和《福建经典名曲对对唱》。後來小妮妮还与王雪晶、莊群施、金燕子被威揚娱乐公司發掘，並結合成四個女生。從2000年至2005年，四位的感情漸漸地變成永遠有講不完話的姐妹淘。

## 青年时期
2005年後，組員金燕子因要到外地留學而正式退出組合。王雪晶，妮妮和莊群施繼續以三人組姿態M-Girls繼續發光發熱。2005年，因威扬娱乐和威扬发行合并成集团，合约转至威扬集团。2008，威扬集团再次和星乐娱乐集团合并，合约转至星乐娱乐集团。2010年後，M-Girls與公司的合約結束，公司決定以王雪晶、阿妮和鍾盛忠組合成三大皇牌，並且發了兩張專輯。2012年，正式改名為阿妮也正式推出有史以來唯一的流行EP《I AM SOLO》正式版和慶功版。其中歌曲《I AM SOLO》也是阿妮寫詞。2013年，四個女生M-Girls其成員王雪晶、邱燕妮（阿妮)、莊群施找回舊搭檔燕子复合成組合，再次團聚，正式签约星乐娱乐集团。2015年，四位和星乐娱乐集团的合约期满。于2016年再次组成公司发行M-Girls组合贺岁专辑直到2017年。由2018年开始以个人名义发贺岁专辑至今。而且在2016年，阿妮创立个人音乐课室，成为这间音乐课室的导师兼院长。2019年因鍾盛忠的邀请再次进入八大巨星。

## 影視作品

### 电视剧
- 2000年《童话的天空》（威扬制作影视）

### 電影
- 小島物語
- 新的開始
- 恭喜发财！婆婆
- 相亲相爱庆虎年
- 金虎报喜

### 综艺节目嘉宾
- 八度空间 好声Family第二季
- Astro 经典名曲歌唱大赛 2022
- Astro 经典群星新春同乐会

## 音乐作品

### 早期專輯 (兒童民謠/賀歲專輯)
- 七仙女－古代经典名曲
- 七仙女－93`&94`回顧龍虎榜
- 七仙女－仙女下凡贺新岁
- 七仙女－校园民谣 I，II，III，IV
- 七仙女－展現精粹名曲珍藏版
- 七仙女－中国95新年山歌黄梅调
- 小妮妮 & 婷婷－怀念天皇巨星鄧麗君之歌
- 小妮妮 & 婷婷－怀念邓丽君串烧CHA-CHA 组曲
- 小妮妮 & 婷婷－24首賀歲串烧CHA-CHA 迎新年组曲
- 小妮妮 & 婷婷－福建古早歌
- 小妮妮 & 婷婷－福建烧滚滚
- 小妮妮，婷婷，芬芳，佩佩，秋秋－三代仙女同慶新年
- 小妮妮－福建新年歌
- 小妮妮－欢天喜地 I，II，III
- 小妮妮－新年金曲贺新岁
- 小妮妮－知心朋友
- 小妮妮－梦幻舞台
- 小妮妮 & 王雪晶－天王童星携手拜年
- 小妮妮 & 王雪晶－福建经典名曲对对唱
- 小妮妮 & 婷婷－丽声双星报喜
- 小妮妮－福建古早歌

### 流行专辑
- 四个女生－My Love Online (2001) VCD，CD
- 四个女生－耍花样 (2003) VCD+CD，Karaoke VCD
- 四个女生－笨金鱼 (2004) VCD+CD
- 四个女生－爱情密码 (2004) 耍花样+笨金鱼影音MV精选集 Karaoke VCD
- M-Girls－尼罗河 (2005) DVD+CD，VCD+CD
- 四个女生－My Way (2013/2014) 同名迷你专辑 CD (2013)，DVD+CD (2014)

### 贺岁专辑/EP类
- 四个女生－开心迎接丰收年 (2001) VCD，CD，卡带
- 四个女生－飞跃新年 (2002) VCD，CD，卡带
- 四个女生－新年YEAH! (2003) DVD，VCD，CD，卡带
- 四个女生 & 四千金－春风催花开 (2004) DVD，VCD，CD，卡带
- 四个女生－开心年 (2005) DVD/VCD/CD/卡带
- M-Girls & 四千金－同欢共乐 (2006) DVD，VCD，CD，卡带
- 八大巨星－好日子 (2007) DVD，VCD，CD
- M-Girls & 四千金－世外桃源 (2007) DVD，VCD，CD
- M-Girls－福禄寿星拱照 (2008) DVD，VCD，CD
- M-Girls－桃花开了 (2009) DVD，VCD，CD
- M-Girls－金玉满堂 (2010) DVD，VCD，CD
- 三大皇牌－舞动春天 (2011) DVD，VCD，CD
- 三大皇牌－四海欢腾 (2012) DVD+CD筷子配套限量版，DVD，VCD，CD
- 四个女生－团聚 (2013) DVD+CD预购抢先限量版，DVD，VCD，CD
- 四个女生－真欢喜 (2014) DVD+CD预购抢先+日历衣服配套限量版，DVD，VCD，CD
- 四个女生－新春佳期 (2015) DVD+CD预购抢先盒装限量版+《新春佳期泰好玩》DVD，DVD，CD
- 四个女生－年来了 (2016) DVD，CD
- M-Girls－过年要红红 (2017) DVD，CD
- 黄铭德－春节新年好 (2022) DVD+CD，USB，桌历，红包封，明信片
- 黄铭德－名扬四海旺盛年 (2023) DVD+CD，USB，桌历，扑克牌，红包封
- 五福星－迎春争辉唱新年 (2023) DVD+CD
- 三王－龙年显威风 (2024) DVD，CD，USB(分为MP3和MP4，并附送五福星《迎春争辉唱新年》的五首曲目)，2024年年历海报
- 三王－一家大小热闹闹 (2025) DVD，CD，USB(分为MP3和MP4)
- 金爷爷 JinYeYe - 好运步步高 (2025) 网络发表 / 数位单曲

### 个人专辑/EP
- 阿妮－I AM SOLO（2012）CD2首正式音樂版，CD3首+DVD2首和花絮精心包裝書海報籤版
- 黄铭德 & 阿妮－亲爱的她 - 甜蜜情歌对唱系列 1.0（2022）DVD+CD，USB，20页限量版A4精美相册
- 阿妮－今夜星光（2023）30周年纪念单曲专辑

### 个人贺岁专辑
- 喜临大地幸福来（2018）
- 恭喜发财利是来（2019）
- 浓浓新年庆团圆（2020）
- 春天*打满好运气（2021）
- 团团和圆圆（2022）
- 发发发发发（2023）
- 桃花开开开（2024）
- 蛇兄弟（2025）

## 外部連結
- 邱燕妮的Facebook專頁
- 邱燕妮的Instagram帳戶
- YouTube上的邱燕妮頻道